# Hylopetes winstoni
Hylopetes winstoni  — вид гризунів родини вивіркових (Sciuridae).

## Поширення
Ендемік острова Суматра. Відомий по єдиному екземплярі виявленому в 1949 році в провінції Ачех на півночі Суматри. Мешкає в первинних лісах на висоті від 1000 до 1500 метрів. Активний в нічний час доби.

## Опис
На відміну від інших летяг перетинки не доходять до хвоста. Основну частину свого життя проводить високо на деревах під куполом лісу.

## Збереження
Вид знаходиться в критичному стані внаслідок руйнування природного середовища (ліс повністю вирубаний для виробництва пиломатеріалів і дров, і перетворений в сільськогосподарські угіддя) і обмеженій території його проживання.